# Why Don’t You Get a Job?
Why Don’t You Get a Job? – piosenka amerykańskiej punkrockowej grupy The Offspring. Jest to jedenasta ścieżka z albumu Americana (1998) oraz drugi singel promujący go. Utwór został także zawarty na albumie kompilacyjnym Greatest Hits oraz DVD Complete Music Video Collection. Melodia jest inspirowana piosenką The Beatles – „Ob-La-Di, Ob-La-Da”.

## Lista utworów

### Część 1
1. Why Don’t You Get a Job? (2:49)
2. Pretty Fly (for a White Guy) – Lowriders Remix (3:01)
3. Beheaded (2:38)
4. „Pretty Fly (for a White Guy)” wideo (3:07)

### Część 2
1. Why Don’t You Get a Job? (2:49)
2. Why Don’t You Get a Job? (The Baka Boyz Remix) (4:22)
3. Beheaded (2:38)
4. I Wanna Be Sedated (cover Ramones) (2:19)

### Późniejsza wersja
1. Why Don’t You Get a Job? (2:49)
2. Beheaded (2:38)
3. I Wanna Be Sedated (cover Ramones) (2:19)

## Certyfikacje
- 2x Platynowa Płyta (ARIA)[1]
- Złota Płyta (RIANZ)[2]
- Złota Płyta (IFPI Swe)[3]
- Złota Płyta (BPI)[4]